# 畠山満慶
畠山 満慶（はたけやま みつのり）は、室町時代の守護大名。室町幕府相伴衆、越中・紀伊・河内・能登守護。能登畠山氏の初代当主。畠山基国の次男で、満家の弟。子に畠山義忠、畠山教国（のりくに）がいる。

## 略歴
詳しい生誕年は不明だが、元服時には室町幕府第3代将軍・足利義満より偏諱を賜って満慶（または満則）と名乗る。
応永13年（1406年）に父が亡くなると将軍・義満の逆鱗に触れて蟄居していた兄満家に代わって畠山家の家督を継いだが、応永15年（1408年）に義満が死去すると、満慶は家督を兄に返還することとした。このことは当時、「天下の美挙」と言われた。このため、兄は感謝の意から分国のうち能登一国を満慶に与え、同年には満慶を初代とする能登畠山氏が創設された。
しかし義満の長男で第4代将軍の足利義持とは不仲だったようで、義持と対立していた足利義嗣が上杉禅秀の乱に呼応して反乱を起こそうとすると、満慶は義嗣を援助しようとしたため、義持の命令により捕らえられ、剃髪して蟄居するように命じられた。
永享4年（1432年）6月27日に死去。長子の義忠が家督を継いだ。また、次子は第6代将軍足利義教（義持の弟）から偏諱を賜って教国と名乗り、御供衆の一人となっている。

## 偏諱を与えた家臣
河内畠山氏当主時代（1406年-1408年）
- 神保慶久（じんぼう のりひさ）- 神保氏。

能登畠山氏当主時代（1408年-）
- 天野慶景（あまの のりかげ）- 姓氏と｢景｣の字から、能登天野氏の当主と考えられる。
- 温井慶宗（ぬくい のりむね）- 子孫に温井総貞を輩出した能登温井氏の当主と考えられる。